# Canton de Craponne-sur-Arzon
Le canton de Craponne-sur-Arzon est une ancienne division administrative française, située dans le département de la Haute-Loire et la région Auvergne.

## Composition
Le canton de Craponne-sur-Arzon groupait huit communes :
- Beaune-sur-Arzon : 215 habitants
- Chomelix : 492 habitants
- Craponne-sur-Arzon : 2 171 habitants
- Jullianges : 452 habitants
- Saint-Georges-Lagricol : 500 habitants
- Saint-Jean-d'Aubrigoux : 190 habitants
- Saint-Julien-d'Ance : 240 habitants
- Saint-Victor-sur-Arlanc : 100 habitants

## Histoire
Le canton a été supprimé en mars 2015 à la suite du redécoupage des cantons du département et les huit communes ont rejoint le canton du Plateau du Haut-Velay granitique.

### Conseillers généraux de 1833 à 2015
| Période                  | Identité                            | Parti               | Qualité |
| ------------------------ | ----------------------------------- | ------------------- | --- |
|                          |                                     |                     | |
| 1833-1848                | Claude Faucon                       |                     | Propriétaire, maire de Craponne-sur-Arzon                                                                          |
| 1848-1855                | Théodore Falcon                     |                     | Ancien lieutenant-colonel commandant la place de Belfort Fabricant, banquier et propriétaire à Monistrol-sur-Loire |
| 1855-1867                | Jules Richond                       |                     | Président du Tribunal de commerce du Puy puis rentier                                                              |
| 1867-1871                | Baron Jules de Vinols de Montfleury | Droite              | Propriétaire à Craponne-sur-Arzon Député (1871-1876)                                                               |
| 1871-1891 (décès)        | Claude Auguste Jouve                | Républicain         | Maire de Craponne-sur-Arzon Député (1881-1885)                                                                     |
| 1891-1919                | Jean-Marie Peyroche                 | Républicain         | Entrepreneur de travaux publics Maire de Craponne-sur-Arzon                                                        |
| 1919-1925                | Jean-Pierre Soumaire                | Rad.                | Médecin à Craponne-sur-Arzon                                                                                       |
| 1925-1940                | Théodore Chapuis                    | Républicain Libéral | Entrepreneur de travaux publics à Craponne-sur-Arzon, conseiller d'arrondissement                                  |
|                          |                                     |                     | |
| 1942-1945                | Paul Surrel                         |                     | Maire de Craponne-sur-Arzon Nommé conseiller départemental en 1942                                                 |
|                          |                                     |                     | |
| 1945-1964                | Joseph Thévenon (1896-1985)         | DVD                 | Médecin, maire de Craponne-sur-Arzon                                                                               |
| 1964-1970                | Raymond Julien-Pagès (1909-1986)    | DVG                 | Président du comité d'expansion économique d'Auvergne Président de la CODER de Haute-Loire                         |
| 1970-1982                | Etienne Chapuis (1934-1988)         | RI puis UDF         | Chef d'entreprise à Craponne-sur-Arzon                                                                             |
| 1982-1982 (invalidation) | Pierre Bornet                       | DVD                 | Docteur en médecine à Craponne-sur-Arzon                                                                           |
| 1983-1988                | Jean-Michel Chapuis                 | DVD                 | Chef d'entreprise à Craponne-sur-Arzon                                                                             |
| 1988-1994                | Georges Bellut                      | DVG puis UDF        | Employé de banque Maire de Craponne-sur-Arzon (1977-1995)                                                          |
| 1994-2001                | Jean Gallien                        | RPR                 | Négociant à Craponne-sur-Arzon                                                                                     |
| 2001-2015                | Jean-Pierre Morgat                  | DVD                 | Notaire Maire de Beaune-sur-Arzon                                                                                  |

### Conseillers d'arrondissement (de 1833 à 1940)
| Période                                  | Période | Identité                         | Étiquette           | Qualité |
| ---------------------------------------- | ------- | -------------------------------- | ------------------- | --- |
| 1833                                     | 1836    | Jean Ignace Delaigne (1784-1842) |                     | Propriétaire - Adjoint au maire de Chomelix                                                                 |
| 1836                                     | 1848    | Mathieu Gomot                    |                     | Négociant à Craponne-sur-Arzon                                                                              |
|                                          |         |                                  |                     | |
| 1871                                     |         | Claude-Eugène Mosnier            |                     | Maire de Craponne-sur-Arzon                                                                                 |
|                                          |         |                                  |                     | |
| 1919                                     | 1925    | Théodore Chapuis                 | Républicain libéral | Entrepreneur de travaux publics à Craponne-sur-Arzon                                                        |
|                                          |         |                                  |                     | |
| 1928                                     | 1934    | Émile-Pierre Gardey              | Républicain         | Premier adjoint au maire de Craponne-sur-Arzon                                                              |
| 1934                                     | 1940    | M. Petit-Gratas                  | Droite              | Propriétaire à Craponne-sur-Arzon                                                                           |
| 1940                                     |         |                                  |                     | Les conseils d'arrondissement ont été suspendus par la loi du 12 octobre 1940 et n'ont jamais été réactivés |
| Les données manquantes sont à compléter. |         |                                  |                     | |

## Démographie
| 1962  | 1968  | 1975  | 1982  | 1990  | 1999  | 2006  | 2011  | 2012  |
| ----- | ----- | ----- | ----- | ----- | ----- | ----- | ----- | ----- |
| 6 014 | 5 776 | 5 441 | 5 330 | 4 927 | 4 548 | 4 304 | 4 360 | 4 400 |